# Чорна Річка (потік)
Чорна Річка (пол. Czarna Rzeka (dopływ Słopniczanki)) — гірський потік в Польщі, у Лімановському повіті Малопольського воєводства. Лівий доплив Слопнічанки, (басейн Балтійського моря).

## Опис
Довжина потоку приблизно 9,11 км, падіння потоку 540  м, похил потоку 59,28  м/км, найкоротша відстань між витоком і гирлом — 6,64  км, коефіцієнт звивистості потоку — 1,38 .

## Розташування
Бере початок на північно-східних схилах гори Могеліци (1171 м) у Ландшафтному заказнику Могеліци на висоті 985 м над рівнем моря, (гміна Добра). Тече переважно на північний схід через гміну Слопніце і на висоті 445 м над рівнем моря у селі Слопніце-Лімановське впадає у річку Слопнічанку, праву притоку Лососіни.

## Цікаві факти
- Понад річкою пролягають туристичні шляхи, що на мапі туристичній значаться кольором: зеленим (Заповідниця (840 м) — Вирембиська — Хрест партиизан — Вежа оглядова на Могеліци — Висьнікувка — Лопень (961 м); жовтим (Вежа оглядова на Могеліци — Тимбарк); червоним (Хишувкі — Кочури — Слопніце).[3]